# ۶۲۵ (پیش از میلاد)
۶۲۵ (پیش از میلاد) ۶۲۵مین سال قبل از تقویم میلادی است.